# Alka Vuica
Alka Vuica (pronunțat [âːlka ʋûitsa]; n. 8 iunie 1961, Pula, RSF Iugoslavia) este o cântăreață și o compozitoare croată. Stilul ei muzical poate fi descris ca un amestec de pop și muzică populară locală. 

## Biografie
Alka a început să scrie melodii la vârsta de 12 ani, când era îndrăgostită nebunește de Winetou. Ea a ajuns la Zagreb la sfârșitul anilor 1970 cu gândul de a studia la o facultate. Datorită întâlnirii sale cu Adi Karaselimović, care a fost bateristul trupei Srebrna Krila, a făcut cunoștință cu compozitorul Đorđe Novković, managerul Vladimir Mihaljek și, cel mai important, cu Goran Bregović.
În anii 1980 a lucrat ca jurnalistă. Ea chiar a realizat un interviu cu Goran Bregović. Cu timpul a devenit o compozitoare prolifică, mai ales după ce a compus pentru cântăreața Josipa Lisac. Pentru Josipa, Alka a scris „Gdje Dunav Ljubi nebo”, „Danas Sam Luda”, „Kraljica Divljine”, „Moja Magija” și un album întreg „Hoću samo tebe”, care a fost lansat în 1983.
În 1988, în culmea popularității, ea l-a întâlnit pe artistul Vuk Veličković, cu care nu a rămas într-o relație, dar sunt încă prieteni apropiați. Au un fiu împreună, numit Arian.
Vuica a candidat la alegerile prezidențiale din Croația, 2009-2010. La 26 octombrie 2009, partidul croat Lista Verde (în croată: Zelena lista) a anunțat că susține candidatura ei la președinție. Din cauza voturilor insuficiente, ea a renunțat la candidatură și, de asemenea, a semnalat că 835 de voturi au fost furate în Trogir.

## Discografie

### Albume
- Laži me (1994)
- Za tebe čuvam Sebe (1995)
- Alkatraz (1997)
- Fata balcanica (1999)
- Profesionalka (2001)
- Cirkus (2004)

### Compilații
- The Best of Alka (1999)

## Filmografie

### Film
| An   | Titlu                    | Role     |
| ---- | ------------------------ | -------- |
| 2000 | Je li jasno, prijatelju? | Pevaljka |

### Televiziune
| An   | Titlu               | Rol            |
| ---- | ------------------- | -------------- |
| 2006 | Nad lipom 35        | Rolul ei       |
| 2007 | Naša mala klinika   | Nada Čokolada  |
| 2008 | Bitange i princeze  | Celebritate    |
| 2014 | Magacin Kabare Show | Gangsterica    |
| 2015 | Nemoj nikome reći   | Mama Emanuelei |

## Vezi și
- Hanka Paldum